# László Szabados
László Szabados (Subotica, 11 aprile 1911 – 28 aprile 1992) è stato un nuotatore ungherese.
Specializzato nello stile libero ha vinto la medaglia di bronzo nella staffetta 4x200 m sl alle Olimpiadi di Los Angeles 1932.

## Palmarès
- Olimpiadi
  - Los Angeles 1932: bronzo nella staffetta 4x200 m sl.

- Europei di nuoto
  - 1931 - Parigi: oro nella staffetta 4x200 m sl.